# Disselkamp, Lippeaue südlich Waterhues und Unterlauf Beverbach
Disselkamp, Lippeaue südlich Waterhues und Unterlauf Beverbach este o arie protejată (arie specială de conservare — SAC, sit de importanță comunitară — SCI) din Germania întinsă pe o suprafață de 103,78 ha, integral pe uscat.

## Localizare
Centrul sitului Disselkamp, Lippeaue südlich Waterhues und Unterlauf Beverbach este situat la coordonatele 51°38′26″N 7°35′55″E / 51.6406°N 7.5986°E.

## Înființare
Situl Disselkamp, Lippeaue südlich Waterhues und Unterlauf Beverbach a fost declarat sit de importanță comunitară în octombrie 2000 pentru a proteja 1 specie de animale. Situl a fost protejat și ca arie specială de conservare în decembrie 2007.

## Biodiversitate
Situată în ecoregiunea atlantică, aria protejată conține 3 habitate naturale: Lacuri eutrofice naturale cu vegetație de tip Magnopotamion sau Hydrocharition, Cursuri de apă de la nivel de câmpie la nivel montan, cu vegetație Ranunculion fluitantis și Callitricho-Batrachion, Fânețe de joasă altitudine (Alopecurus pratensis, Sanguisorba officinalis).
La baza desemnării sitului se află o specie protejată de  pești: Lampetra fluviatilis.